# 러시아의 국장

러시아의 국장

러시아의 국장은 1993년 11월 30일에 채택되었으며 2000년 12월 20일에 공식 제정되었다. 국장의 원형은 러시아 제국의 국장이다.
빨간색 방패 안에는 세 개의 금색 왕관을 쓴 두 개의 머리를 가진 금색 독수리가 그려져 있으며 왼쪽 발톱에는 금색 홀을, 오른쪽 발톱에는 금색 구를 잡고 있다. 국장 가운데에 그려져 있는 빨간색 작은 방패 안에는 성 게오르기우스가 말을 탄 채로 용을 창으로 찔러 죽이는 형상의 그림이 그려져 있다.

## 그 외의 국장

러시아의 국장 (빨간색 방패가 없는 버전)
러시아의 국장 (단색 버전)

## 역대 러시아의 국장

러시아 차르국의 국장
러시아 제국의 국장
러시아 공화국의 국장
러시아 소비에트 연방 사회주의 공화국의 국장 (1918년-1920년)
러시아 소비에트 연방 사회주의 공화국의 국장 (1920년-1978년)
러시아 소비에트 연방 사회주의 공화국의 국장 (1978년-1992년)
러시아의 국장 (1992년-1993년)

## 같이 보기
- 러시아의 국기